# Mogonono
Mogonono is een dorp in het district Kweneng in Botswana. De plaats telt 349 inwoners (2011).